# Kulturkampf in der Schweiz
Der Kulturkampf in der Schweiz war eine Auseinandersetzung zwischen dem Staat und der katholischen Kirche unter Papst Pius IX. zur Zeit des Ersten Vatikanischen Konzils von 1870. Die Einigung der Schweiz als war bereits 1848 gelungen und beendete deren gleichsam erste Phase des Kulturkampfs, den «Sonderbundskrieg». 

## Konflikt um Gaspard Mermillod in Genf

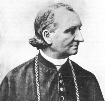
Gaspard Mermillod

Ein Konflikt brach in Genf aus, wo der katholische Stadtpfarrer Gaspard Mermillod sich ohne Genehmigung der Regierung die bischöflichen Gewalten über die dortigen Katholiken hatte übertragen lassen. Weil er die Gewalten trotz Protestes des Staatsrates ausübte, wurde er am 20. September 1872 für abgesetzt erklärt. Die römische Kurie jedoch ernannte ihn am 16. Januar 1873 zum Apostolischen Vikar des Kantons Genf. Damit wollte Pius IX. den Weg bereiten, um in der Stadt Calvins ein Bistum zu errichten. Die Schweizer Protestanten empfanden die Ernennung als eine Provokation. Der Bundesrat wies Mermillod aus. Weil der Papst am 21. November in einer Enzyklika das Vorgehen der Schweizer Behörden als «schmachvoll» bezeichnete, brach der Bundesrat am 12. Dezember 1873 alle Beziehungen mit der Kurie ab und stellte dem in Luzern residierenden Nuntius (vatikanischen Botschafter) Gian Battista Agnozzi seine Pässe zu.

## Bischof Eugène Lachat und die Auflösung des Bistums Basel
Der Bischof Eugène Lachat des Bistums Basel verkündete nach dem Konzil 1870 das Unfehlbarkeitsdogma, obwohl die Diözesankonferenz dagegen ausgesprochen hatte, also die Vertreter der am Bistum beteiligten Kantone Solothurn, Luzern, Zug, Bern, Aargau, Thurgau und Basel-Landschaft. Die Pfarrer Johann Baptist Egli (1821–1886) in Luzern und Paulin Gschwind (1833–1914) in Starrkirch wollten das Dogma nicht anerkennen. Lachat setzte sie ab und exkommunizierte sie. Deshalb sprachen die Kantone (ausser Zug und Luzern) am 29. Januar 1873 die Amtserledigung des Bistums aus. Da das Domkapitel sich weigerte, einen Bistumsverweser (einen Interimsbischof) zu ernennen, erklärten die Behörden das Bistum am 21. Dezember 1874 für aufgehoben. Sie beschlagnahmten auch das Vermögen Lachats. Dieser verlegte seinen Sitz von Solothurn nach Luzern.

## Zweite Bundesverfassung
Die zweite Schweizer Bundesverfassung von 1874, durch Volk und Stände angenommen, gewährte erstmals in grösserem Umfang Religionsfreiheit. Sie nahm aber auch kulturkämpferische, also gegen die katholische Kirche gerichtete, Ausnahmeartikel auf. Die Befürworter dieser Artikel sahen sie als Massnahmen zum Schutz des Religionsfriedens, die Mehrheit der Schweizer Katholiken empfand sie hingegen als Diskriminierung:
- Art. 50 besagte, dass die Errichtung von Bistümern der Genehmigung des Bundes unterliege
- Art. 51 verbot den Jesuitenorden
- Art. 52 verbot die Neuerrichtung oder Wiedererrichtung aufgehobener Klöster
- Art. 75 entzog römisch-katholischen Geistlichen das passive Wahlrecht für den Nationalrat

Positiv erhielt die Schweiz mit der neuen Verfassung eine zivile Zivilstandsgesetzgebung und konsolidierte in einem zweiten Schritt nach der Verfassung von 1848 die staatliche Einheit über die Sprachen und Konfessionen hinweg.

## Unruhen im Jura
Als 97 Geistliche des katholischen Jura, der seit dem Wiener Kongress grösstenteils zum Kanton Bern gehörte, gegen das Verfahren der Diözesankonferenz protestierten und Lachat als ihren rechtmässigen Bischof erklärten, wurden sie von der Berner Regierung für abgesetzt erklärt und, nachdem Unruhen in einzelnen Gemeinden durch militärische Besetzung unterdrückt worden waren, im Januar 1874 ausgewiesen. Diese letztere Massregel musste allerdings auf Anordnung des Bundes 1875 als verfassungswidrig zurückgenommen werden. Doch billigte das Berner Volk mit 70'000 gegen 17'000 Stimmen das Kirchengesetz, durch das der Kanton Bern seine Staatshoheit in Kirchensachen wahrte.

## Staatskatholisch-theologische Fakultät in Bern
Um für die Religionspolitik im katholischen Jura wählbare katholische Priesteramtskandidaten mit liberaler (das heisst antirömischer) Gesinnung zur Verfügung zu haben, errichtete der Berner Regierungsrat an der Universität Bern am 10. Dezember 1874 eine katholisch-theologische Fakultät. Sie berief hierfür an lehramtsfreier, wissenschaftlicher Theologie interessierte Persönlichkeiten aus dem deutschen und französischen Widerstand gegen die «neuen Dogmen» (Unbefleckte Empfängnis, Unfehlbarkeitsdogma) so unter anderen Ignaz von Döllinger, der allerdings ablehnte und seinen Schüler und späteren Biografen Johannes Friedrich für ein Jahr schickte, Hyacinthe Loyson, Henri Michaud, Philipp Woker und Karl von Gareis.

## Die Entstehung der Christkatholischen Kirche

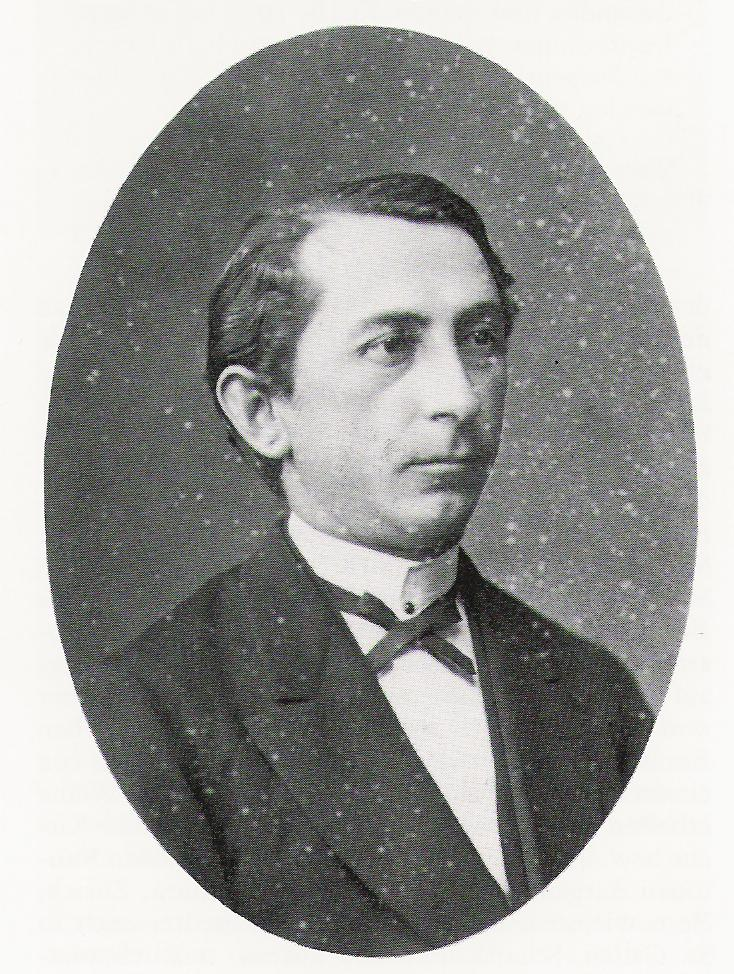
Eduard Herzog, ungefähr 35-jährig

Bereits 1871 erhoben sich starke Proteste gegen die Dogmen des Ersten Vatikanischen Konzils. Einer der Protagonisten dieses Protests war Professor und Nationalrat Walther Munzinger, der schon 1860 über Papsttum und Nationalkirche geschrieben hatte. Er organisierte am 18. September 1871 in Solothurn den ersten schweizerischen Katholikenkongress, der die Keimzelle der Christkatholischen Kirche bildete. 
In Genf wurden die kirchlichen Verhältnisse durch Staatsgesetze neu geregelt, den Gemeinden das Recht der Pfarrerwahl übertragen und alle Korporationen aufgehoben (1875). Da die römischen Katholiken sich weigerten, den neuen Kirchengesetzen zu gehorchen, verloren sie die landeskirchlichen Privilegien, die nun auf die christkatholischen (= altkatholischen) Gemeinden übergingen, von denen sich in Solothurn, Aargau, Zürich, Basel, Bern und Genf eine ganze Anzahl bildete; diese gaben sich auf einer «Nationalsynode» in Olten am 7. Juni 1876 eine Kirchenverfassung und wählten den zu diesem Zeitpunkt in der deutsch-katholischen Gemeinde in Krefeld wirkenden Pfarrer Eduard Herzog zum ersten christkatholischen Bischof der Schweiz.

## Das Ende des Kulturkampfes
Die Wirren im Tessin und in Freiburg, die der Widerstand gegen die Herrschaft der Ultramontanen verursachte, zwangen den Bundesrat wiederholt zur Einmischung, um der unterdrückten liberalen Minderheit einigermassen zu ihrem Recht zu verhelfen und offenbare Rechtsverletzungen zu verhindern. Der kirchliche Streit verlor dabei nach und nach seine Schärfe, und 1878 unterwarfen sich die römischen Katholiken in Bern und Solothurn den Kirchengesetzen. Die römische Kurie verzichtete auf ihren Plan, in Genf ein Bistum zu errichten, und ernannte Mermillod 1883 zum Bischof von Lausanne. Durch seine Versicherung, dass er den Staatsgesetzen loyal gehorchen werde, erwirkte Mermillod seine Anerkennung durch den Bund, während der Kanton Genf ihm diese verweigerte. 1884 wurde dann auch im Einvernehmen mit dem Papst die Wiederherstellung des Bistums Basel beschlossen, das mit dem apostolischen Vikariat im Tessin verbunden sein sollte. Lachat leistete auf das Bistum Verzicht, und der Propst des Domkapitels von Solothurn, Friedrich Fiala, wurde zum Bischof ernannt.
1920 führte die Schweiz die päpstliche Nuntiatur wieder ein. 1948 wurde vom Kanton Bern die Katholisch-theologische Fakultät in christkatholisch-theologische umbenannt, 2001 wurde sie mit der evangelisch-theologischen vereint, und kürzlich in «Theologische Fakultät» umbenannt.
Das Jesuitenverbot und der Klosterartikel wurden 1973 aufgehoben. Erst mit der dritten Verfassung von 1999 wurden römisch-katholische Geistliche in den Nationalrat wählbar, die Zuständigkeit des Bundesrats für die römisch-katholischen Organisationseinheiten wagte man damals jedoch noch nicht aus der Verfassung zu streichen, zu viele Änderungen hätten die Annahme der Verfassung durch das Volk gefährden können. Doch in der Volksabstimmung vom 10. Juni 2001 wurde auch dieser letzte kulturkämpferische Artikel (Art. 72 Abs. 3 nBV) aufgehoben.

## Belege
1. ↑  Kurt Koch: Das Verhältnis von Staat und Kirche im Entwurf der neuen Bundesverfassung. In: Schweizerische Kirchenzeitung, Jg. 167 (1999), Nr. 12 vom 25. März.
2. ↑  Friedrich, Johann: Der Kampf gegen die deutschen Theologen und theologischen Fakultäten in den letzten zwanzig Jahren: Rede gehalten zur Eröffnung der kath.-theol. Fakultät an der Hochschule Bern. Bern: Jent & Reinert, 1876
3. ↑  Er war anfangs sehr aktiv, aber die Fakultät konnte ihn nicht halten.
4. ↑  Ein überragender geistlicher Theologe, der seine Stellung zu Rom früh klar ausgedrückt hat: Michaud, Eugène: Le papauté antichrétienne. Paris 1872
5. ↑  Der Vater der Gertrud Woker. Er hielt in Bern später auch Vorlesungen zur Geschichte an der Philosophischen Fakultät. Zur Fakultät und zu ihrem wissenschaftlichen und politischen Status äusserte er sich mehrfach, zum Beispiel: Woker, Philipp: Über katholisch-theologische Fakultäten. Der Katholik, II. Jg. 1879, Heft 12 ff.
6. ↑  Er bekam den Lehrstuhl des während der Vorbereitungen zur Gründung der neuen Fakultät verstorbenen Walther Munzinger. Nach seiner Berner Zeit äusserte er sich in: Gareis, Carl: Irrlehren über den Kulturkampf. Berlin 1876. In Bern begann er mit dem auch dorthin berufenen Landsmann und Kollegen das juristische Standardwerk über die Religionsgesetze der Schweiz, das dann noch zügig in Deutschland, wohin beide zurückberufen wurden, fertiggestellt wurde: Gareis, Carl/Zorn, Philipp: Staat und Kirche in der Schweiz. Eine Darstellung des eidgenössischen und kantonalen Kirchenstaatsrechtes mit besonderer Rücksicht auf die neuere Rechtsentwicklung und die heutigen Conflicte zwischen Staat und Kirche, Band 1, Zürich 1877, Band 2, Zürich 1878